# Michael Bignet
Michael Bignet (* 13. Juni 1987) ist ein französischer E-Sportler bekannt unter seinem Nickname winz. In seiner Karriere spielt beziehungsweise spielte er erfolgreich Overwatch, Unreal Tournament 2004 und Quake 4.

## Karriere

### Unreal Tournament 2004
Winz spielte über 5 Jahre Quake III Arena, bevor er sich im Jahre 2004 an Unreal Tournament 2004 heranwagte und sich fast auf Anhieb perfekt auf das Spiel einstellen konnte. Erste Erfolge wurden schnell erzielt; im März 2005 belegte er den ersten Platz des mit Top-Spielern besetzten inGame Unreal Cup #4. Am 5. Juni 2005 gewann er den französischen Unreal Tournament 2004 Vorausscheid des Electronic Sports World Cup und sicherte sich somit sein Ticket für das Hauptevent, welches vom 6. – 10. Juli 2005 in Paris stattfand.

#### ESWC 2005
Beim ESWC 2005 überstand winz die erste Gruppenphasen trotz einer Niederlage gegen den Italiener Michele 'DevilMC' Esposito. Die anderen Spieler seiner Gruppe waren Zoltan 'Varagh' Szatay und Aaron 'Lotus' Everitt.
Die zweite Gruppenphase dominierte der Franzose und gewann alle drei Spiele ohne einen einzigen Map-Verlust – trotz einer sehr stark besetzten Gruppe mit Markus 'Falcon' Holzer, Martin 'kiLLu' Reimann und Andre 'povi' Krupka.
Im Halbfinale traf er dann erneut auf DevilMC, gegen den er seine bisher einzige Niederlage kassierte. Nach drei hart umkämpften Maps ging schließlich winz als Sieger aus dem Match hervor und traf im Finale dann erneut auf seinen Clan-Kameraden Falcon, welcher im zweiten Halbfinale den Niederländer Laurens 'lauke' Pluijmaekers mit 2:1 besiegte. Das Finale zwischen beiden aAa-Spielern war hart aber kurz und winz ging nach zwei gespielten Maps als Sieger heraus.

### Quake 4

#### ESWC 2006
Winz stieg nach dem ESWC 2005 von Unreal Tournament 2004 auf Quake 4 um und gewann am 29. Mai 2006 den französischen Quake 4 ESWC Vorausscheid.
Bignet bezwang im Finale des Haupt-Turniers den Belarussen Alexei „Cypher“ Januschewski und konnte somit nach 2005 erneut ein ESWC Finale gewinnen.

#### ESWC 2007
Ein Jahr danach nahm er erneut beim Quake 4 ESWC Grand Final Teil und dominierte die erste Gruppenphase. Er gewann alle 5 Spiele ohne einen Map-Verlust. In der zweiten Gruppenphase konnte er sich ebenfalls durchsetzen, verlor aber ein Spiel gegen den polnischen Teilnehmer Maciej 'av3k' Krzykowski.
Im Halbfinale traf er dann auf den Russen Anton 'Cooller' Singow, welcher ihm keine Chance ließ und winz nach zwei Maps besiegen konnte. Im Spiel um Platz 3 traf er dann auf den Schweden Mikael 'Purri' Tarvainen. Winz bezwang Purri mit 2:1 und belegte somit den dritten Platz bei dem Turnier.

### Overwatch
Winz spielte unter anderem mit seinem Bruder Dylan "aKm" Bignet für das Overwatch-Team der über mehrere Videospiele hinweg erfolgreichen E-Sports Organisation Rogue bis zu der Auflösung des Teams am 8. Oktober 2017. Das letzte Mal spielte sein Team zusammen im Overwatch World Cup 2017 und erreichte dort den vierten Platz.

## Erfolge
- 1. – ESWC 2005 – $6.000 (UT 2004)
- 1. – ESWC 2006 – $13.000 (Q4)
- 3. – ESWC 2007 – $3.000 (Q4)
- 1. – 2016 ESL Overwatch Atlantic Showdown – Gamescom – $40,000
- 1. – APAC Premier 2016 – $75,000
- 1. – Alienware Monthly Melee: March – $6,000
- 1. – Overwatch PIT Championship – North America Season 1 – $6,750
- 1. – Alienware Monthly Melee: April – $6,000
- 1. – Overwatch Rumble: April – $6,000
- 1. – Overwatch TaKeOver 2 – $25,000
- 4. – Overwatch World Cup 2017 – $9,000

## Clans
- against All authority